# Tony Hibbert
Anthony James Hibbert, mais conhecido como Tony Hibbert ou Hibbo (como é carinhosamente chamado pela torcida), (Liverpool, 20 de Fevereiro de 1981) é um futebolista inglês. é um ex-futebolista inglês que jogava como lateral-direito. Destacou-se atuando pelo Everton em 16 temporadas na Premier League.
Ele marcou seu primeiro gol com a camisa do Everton numa partida amistosa no dia 10 de agosto de 2012, após 12 anos e 308 jogos. O fato foi tão marcante que a torcida invadiu o campo pra comemorar com o jogador.

## Carreira
Hibbert nasceu em Liverpool, e cresceu em Huyton. Crescendo como um apoiador do Everton, Hibbert se juntou ao clube como um menino. Ele era um membro da equipe de jovens do Everton que ganhou a FA youth cup em 1998 batendo o Blackburn Rovers Football Club] por 5-3 no agregado. Três anos depois, ele fez sua estreia na equipe principal em uma partida da Premier League contra o West Ham United, no dia 31 de março de 2001, em que um chute alto do veterano Stuart Pearce, no peito de Hibbert, resultou num pênalti para o Everton. Na temporada 2002-03, na sequência de uma lesão no também lateral-direito Steve Watson, Hibbert foi membro regular do Everton na primeira equipe. O índice ACTIM classificado a ele o melhor de sua posição na temporada 2004-05.
Ele perdeu a final da temporada 2005-06 com um problema de hérnia e seus preparativos para a temporada 2006-07 foram prejudicadas depois que ele foi infectado pelo parasita Cryptosporidium, prejudicando a temporada 2006-07 de Hibbert, que entrou apenas 13 vezes em campo. Ele mais uma vez jogou regularmente em 2007-08 e 2008-09.
A partir da temporada 2010-11, Hibbert tornou-se o jogador mais antigo do Everton, o único jogador que atuou pelo clube durante todo o período em que David Moyes foi o técnico dos Toffees, atuando inclusive com mais frequência em jogos europeus mais competitivos do que qualquer outro jogador do Everton. Entretanto, nunca fez um gol em jogos oficiais durante sua carreira profissional, e em dezembro de 2009, quando Lloyd Doyley marcou para o Watford, Hibbo tornou-se o jogador com a mais longa sequência de jogos sem um gol. Ao lado de seu compromisso com o clube, a seca de gols tem contribuído para o seu status de herói cult entre os fãs do Everton, na medida em que uma faixa com os dizeres "If Hibbert Scores, We Riot" (Se Hibbert marcar, nós invadiremos o campo) foi exibida em 2009 na semifinal da FA Cup.

## O gol histórico e aposentadoria
Para homenagear Hibbert, o Everton realizou um amistoso festivo em 8 de agosto de 2012. A partida foi disputada contra o AEK Atenas, Hibbert fez a sua décima-oitava partida em todas as competições europeias ao serviço do clube de Liverpool, igualando um recorde do clube. Hibbert marcou o quarto gol do Everton na vitória por 4-1, provocando uma invasão de campo. A temporada seguinte foi repleta de lesões -  no início, sofreu ferimentos no pescoço e panturrilha que o afastaram dos gramados até novembro. Ele só voltou para alguns jogos antes de uma recorrente lesão na panturrilha, que obrigou o jogador a fazer uma cirurgia, não voltando a jogar até entrar como substituto no último jogo em casa do Everton. Esta foi também a última partida que David Moyes como técnico dos Toffees antes de assumir o Manchester United. Ao entrar em campo, Hibbert tornou-se o único jogador remanescente do início da gestão Moyes no Everton.
2013-14 foi novamente uma temporada em que Hibbert foi bastante prejudicado por lesões e a ascensão de Séamus Coleman, que mais tarde foi eleito o melhor jogador do clube da temporada, a tal ponto que o veterano lateral só fez uma aparição durante a campanha. Apesar disso, Roberto Martínez disse que estava pronto para oferecer um novo contrato para Hibbert. Em julho de 2014, Hibbert assinou um contrato de dois anos com o clube. Ele deixou o Everton após o encerramento da temporada 2015-16, e também decidiu encerrar sua carreira.

## Carreira internacional
Hibbert tinha sido chamado para a seleção Sub-21 da Inglaterra sub-21 em outubro de 2002 para os jogos contra Eslováquia e Macedônia, porém não disputou nenhuma partida em decorrência de uma lesão muscular.

## Estatísticas
última atualização: 13 de Maio de 2012.
| Clube        | Campeonato Inglês | Temporada    | League Inglesa | League Inglesa | FA Cup | FA Cup | Copa da Liga Inglesa | Copa da Liga Inglesa | Liga Europa | Liga Europa | Total | Total |
| Clube        | Campeonato Inglês | Temporada    | Jogos          | Gols           | Jogos  | Gols   | Jogos                | Gols                 | Jogos       | Gols        | Jogos | Gols  |
| ------------ | ----------------- | ------------ | -------------- | -------------- | ------ | ------ | -------------------- | -------------------- | ----------- | ----------- | ----- | ----- |
| Everton      | Premier League    | 2000–01      | 3              | 0              | 0      | 0      | 0                    | 0                    | 0           | 0           | 3     | 0     |
| Everton      | Premier League    | 2001–02      | 10             | 0              | 1      | 0      | 1                    | 0                    | 0           | 0           | 12    | 0     |
| Everton      | Premier League    | 2002–03      | 24             | 0              | 0      | 0      | 1                    | 0                    | 0           | 0           | 25    | 0     |
| Everton      | Premier League    | 2003–04      | 25             | 0              | 3      | 0      | 3                    | 0                    | 0           | 0           | 31    | 0     |
| Everton      | Premier League    | 2004–05      | 36             | 0              | 1      | 0      | 3                    | 0                    | 0           | 0           | 40    | 0     |
| Everton      | Premier League    | 2005–06      | 29             | 0              | 4      | 0      | 1                    | 0                    | 4           | 0           | 38    | 0     |
| Everton      | Premier League    | 2006–07      | 13             | 0              | 0      | 0      | 0                    | 0                    | 0           | 0           | 13    | 0     |
| Everton      | Premier League    | 2007–08      | 24             | 0              | 1      | 0      | 2                    | 0                    | 8           | 0           | 35    | 0     |
| Everton      | Premier League    | 2008–09      | 17             | 0              | 6      | 0      | 0                    | 0                    | 1           | 0           | 24    | 0     |
| Everton      | Premier League    | 2009–10      | 20             | 0              | 1      | 0      | 2                    | 0                    | 7           | 0           | 30    | 0     |
| Everton      | Premier League    | 2010–11      | 20             | 0              | 1      | 0      | 1                    | 0                    | 0           | 0           | 22    | 0     |
| Everton      | Premier League    | 2011–12      | 32             | 0              | 2      | 0      | 2                    | 0                    | 0           | 0           | 36    | 0     |
| Career total | Career total      | Career total | 253            | 0              | 20     | 0      | 16                   | 0                    | 20          | 0           | 309   | 0     |

## Títulos
Everton
- FA Youth Cup: 1

1998
- FA Cup: Vice-campeonato

2009